# Flurerturm Weiden in der Oberpfalz
Der Flurerturm in Weiden in der Oberpfalz als Rundturm mit Kegeldach ein Teil der Weidner Stadtbefestigung. Er ist der letzte Überrest der äußeren Stadtmauer.

## Geschichte
Dem Bevölkerungswachstum der Stadt zufolge wurde im Jahr 1575 die äußere Stadtmauer errichtet. Dieser Mauerring hatte einst 4 Tortürme und 2 Rundtürme. Einer dieser Rundtürme war der Flurerturm. Dieser wurde im Jahr 1575 zum Schutz der Stadterweiterung errichtet. Als bei der Belagerung im Dreißigjährigen Krieg freies Schussfeld benötigt wurde, ließ man den Flurerturm mitsamt der ganzen Vorstadtmauer abreißen. Im Jahr 1694 wurde der Flurerturm wieder aufgebaut und bekam, nachdem er vorher Karlsturm hieß, seinen heutigen Namen, da er vom Flurer bewohnt wurde. Im Jahr 1994 wurde er aufwendig saniert.

## Nutzung
Zuerst diente der Flurerturm als Verteidigungsbauwerk dem Schutz der Stadt. Nach dem Wiederaufbau im Jahr 1694 war er die Wohnung des Flurers. Schließlich diente er als Präventionseinrichtungen der Weidener Polizei. Derzeit steht der Flurerturm zu Verkauf.
| Lage                        | Objekt                 | Beschreibung                                                                    | Akten-Nr.    | Bild                   |
| --------------------------- | ---------------------- | ------------------------------------------------------------------------------- | ------------ | ---------------------- |
| Scheibenstraße 9 (Standort) | Sogenannter Flurerturm | Rundturm mit Kegeldach, Rest der um 1575 erbauten Vorstadtmauer, 1694 erneuert. | D-3-63-000-1 | Sogenannter Flurerturm |

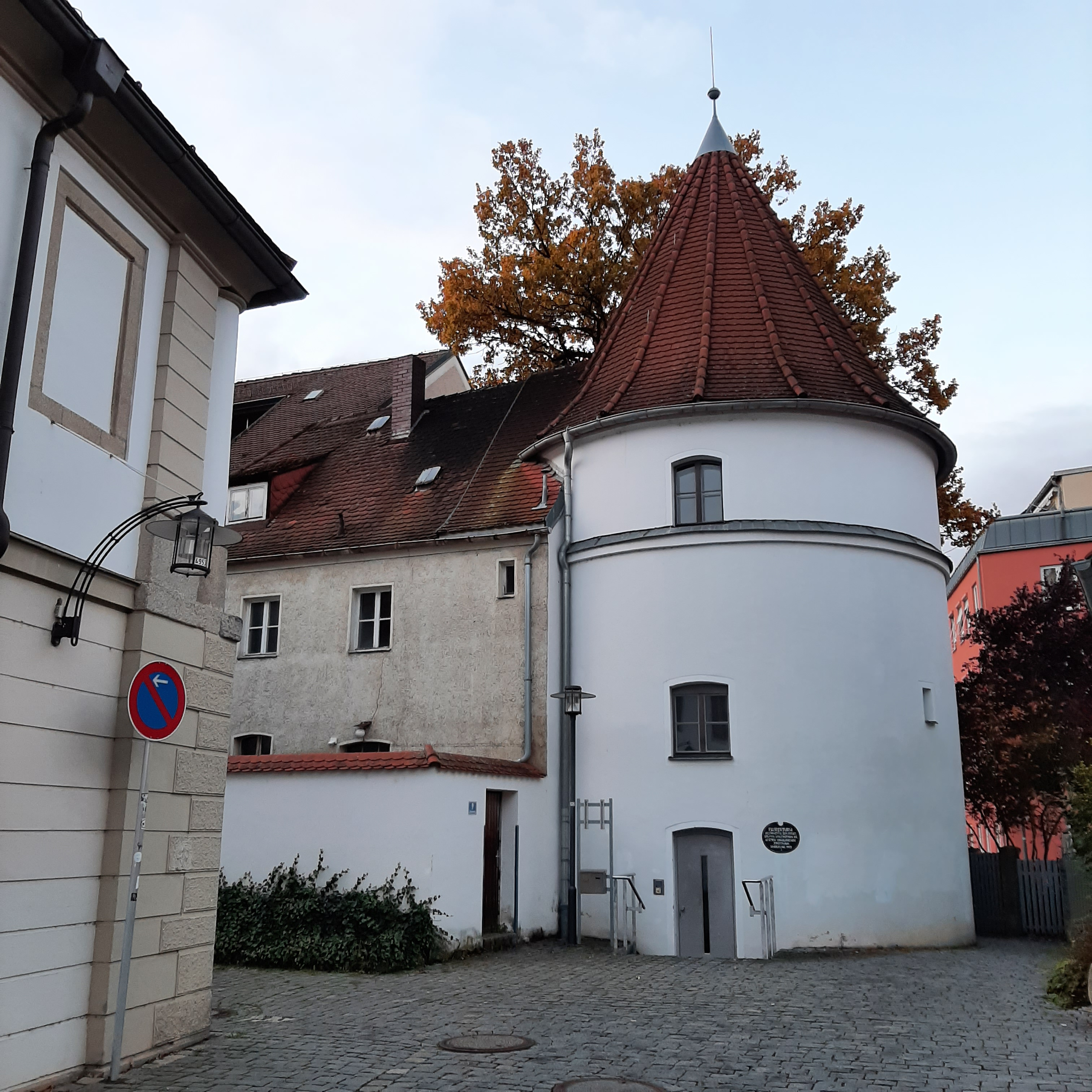
Flurerturm Vorderansicht 1
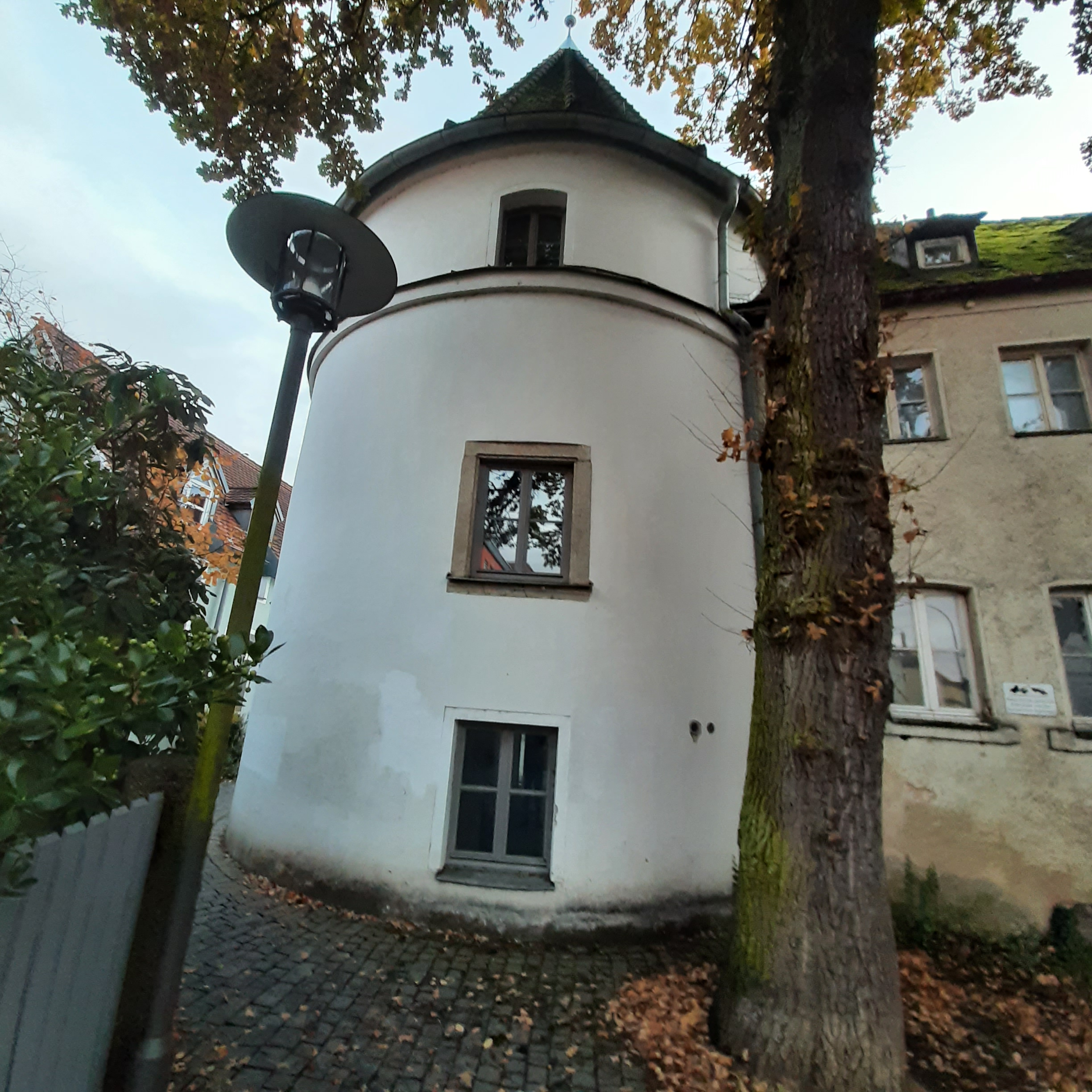
Flurerturm Rückansicht
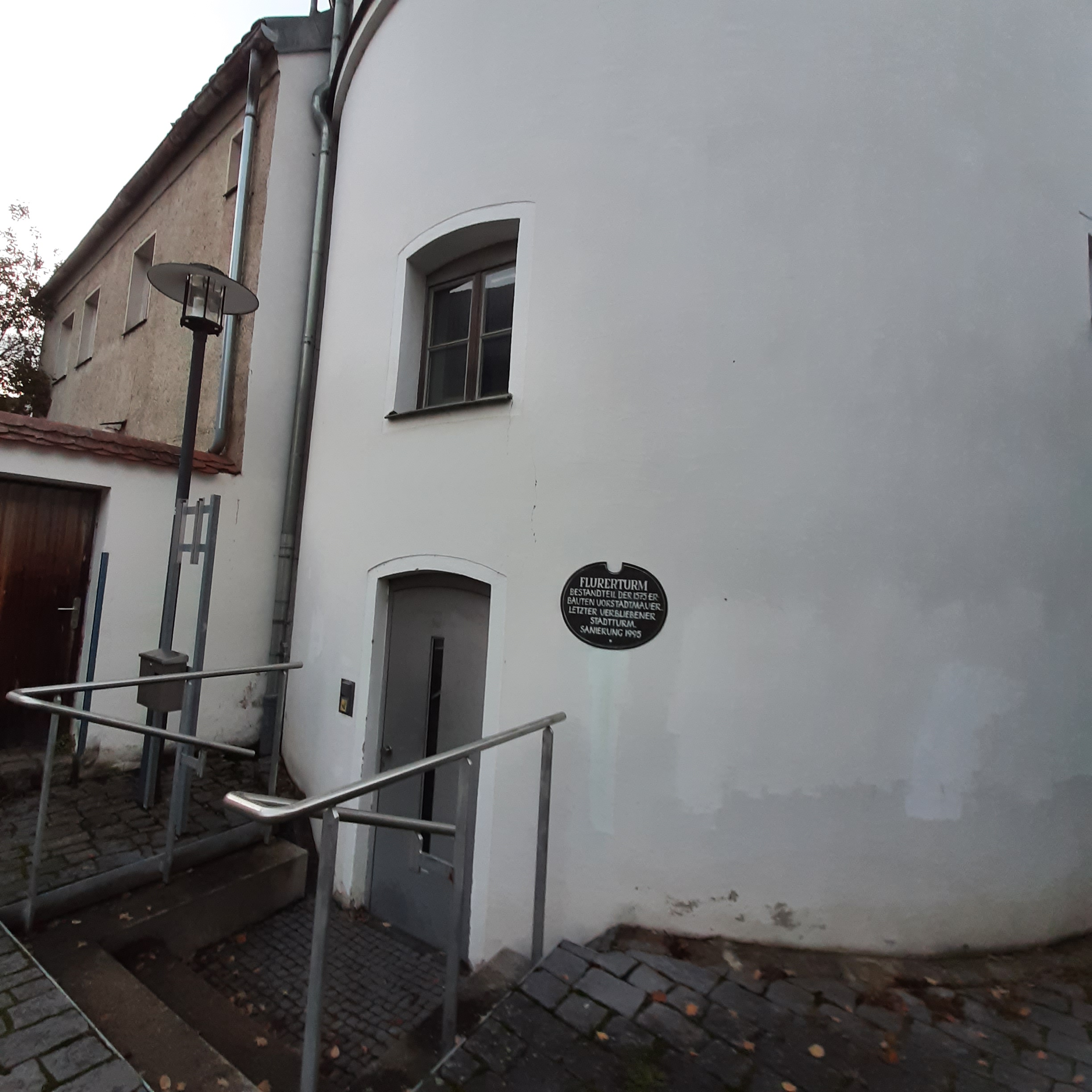
Flurerturm Eingang
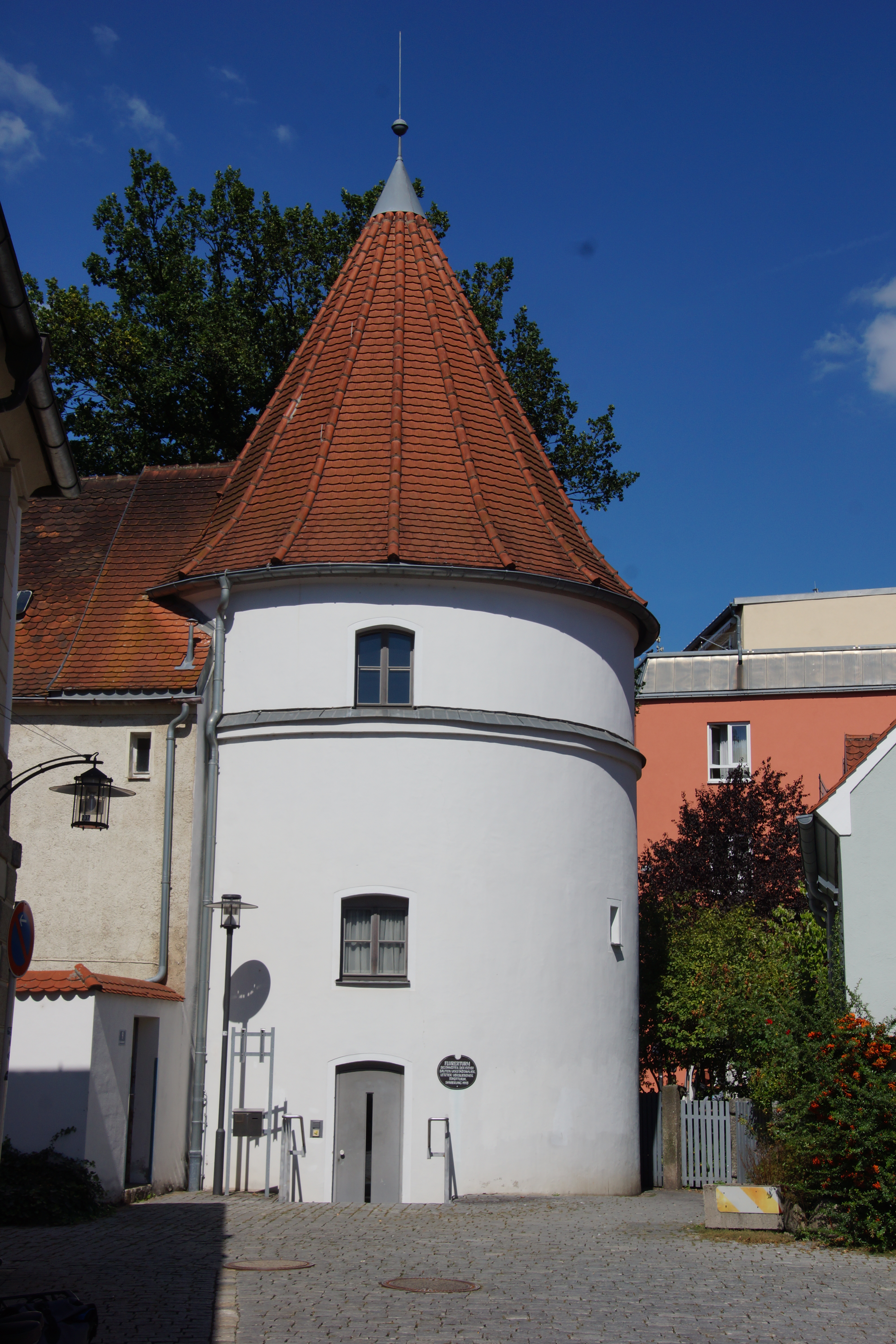
Flurerturm Vorderansicht 2